# ノチェーラ・インフェリオーレ
ノチェーラ・インフェリオーレ（伊: Nocera Inferiore）は、イタリア共和国カンパニア州サレルノ県にある、人口約46,000人の基礎自治体（コムーネ）。

## 地理

### 位置・広がり

#### 隣接コムーネ
隣接するコムーネは以下の通り。
- カステル・サン・ジョルジョ
- ノチェーラ・スペリオーレ
- パガーニ
- ロッカピエモンテ
- サン・ヴァレンティーノ・トーリオ
- サルノ
- トラモンティ